# We Ride (canção de Brave Girls)
We Ride ( hangul: 운전만해; rr: Unjeonmanhae) é uma música gravada pelo grupo feminino sul-coreano Brave Girls . Foi lançado digitalmente em 14 de agosto de 2020 pela Brave Entertainment e distribuído pela Kakao M.
A música inicialmente falhou nas paradas da Coréia do Sul após seu lançamento. Sete meses depois, em março de 2021, após o sucesso repentino de " Rollin' ", "We Ride" também se tornou um sucesso e seu segundo hit no top 5 tanto no Gaon Digital Chart quanto no K-pop Hot 100 .

## Composição
A música foi escrita por Brave Brothers e Maboos, que também compuseram a música ao lado de JS e 2CHAMP. A música foi descrita como uma música de dança do gênero city-pop de clima retrô que simpatiza com o silêncio entre antigos amantes que enfrentaram o tédio, dentro da letra.

## Antecedentes e lançamento
Em 5 de agosto de 2020, foi anunciado que o grupo retornará em 14 de agosto, lançando um pôster usando um estilo de TV analógica com o nome do grupo e a data de lançamento. Este será o primeiro lançamento do grupo em quase três anos. Um dia depois, a Brave Entertainment revelou o título como "We Ride", lançando a imagem da capa. Também foi notado que será um single digital. A imagem mostra a mudança de 180 graus na imagem do grupo, mostrando uma nova imagem para o grupo que ostentava visuais brilhantes em um clima retrô.
Em 7 de agosto, teasers de fotos individuais foram lançados, começando com Eunji, seguido por Yujeong em 8 de agosto, Yuna em 9 de agosto e Minyoung em 10 de agosto. Em 11 de agosto, um teaser do conceito do grupo foi lançado.
"We Ride" foi lançado em 14 de agosto de 2020, através de diversos portais de música, incluindo MelOn e Apple Music .

## Vídeo de música
Um teaser do videoclipe foi lançado em 12 de agosto. No teaser de 30 segundos, os membros começaram como se estivessem andando de carro juntos com uma expressão indiferente na cidade coberta de luzes coloridas de sensibilidade retrô. O videoclipe mostra as garotas filmando comerciais e conquistando o primeiro lugar em um show de música, alguns de seus sonhos que nunca se tornaram realidade naquele momento.

## Desempenho comercial
Na época de seu lançamento, a música não conseguiu entrar no Gaon Digital Chart. Quase sete meses após seu lançamento, a música estreou no número 133 no componente Download Chart. Ele estreou no número 115 no Gaon Digital Chart para a semana que terminou em 13 de março de 2021, ficando no número 18 no componente Download Chart como um lançamento "Hot" e no número 141 no componente Streaming Chart. Em sua segunda semana, a música subiu para o número 44 e novamente em sua terceira semana para o número 24. A música continuou a subir no gráfico, entrando no Top 10 no número 10 em sua quinta semana. A música ficou no Top 10 por mais quatro semanas, subindo a cada semana, chegando ao número 7 no componente Download Chart e no número 4 no componente Streaming Chart em sua oitava semana. Ele alcançou um novo pico no número 4 em sua nona semana, como a quarta música mais transmitida da semana.
A música também alcançou o número 55 no mês de março de 2021, como a 23ª música mais vendida e a 70ª música mais transmitida do mês. Subiu para o número 5 no mês de abril de 2021, como a 8ª música mais vendida e a 5ª música mais transmitida do mês. Chegou ao número 4 no mês de maio de 2021, como a 18ª música mais vendida e a 4ª música mais transmitida do mês. Ele alcançou o número 10 no mês de junho de 2021 e o número 22 no mês de julho.
A música ficou em 12º lugar no gráfico meio de ano de 2021.

## Prêmios
| Prêmio                         | Data (2021) | Ref.   |
| ------------------------------ | ----------- | ------ |
| Prêmio de popularidade semanal | 19 de abril | [ 40 ] |
| Prêmio de popularidade semanal | 26 de abril | [ 40 ] |
| Prêmio de popularidade semanal | 3 de maio   | [ 40 ] |
| Prêmio de popularidade semanal | 10 de maio  | [ 40 ] |
| Prêmio de popularidade semanal | 17 de maio  | [ 40 ] |

## Charts

### Charts semanais
| Chart (2021)                 | Peak posição |
| ---------------------------- | ------------ |
| Coreia do Sul(Gaon)          | 4            |
| Coreia do Sul(K-pop Hot 100) | 4            |

### Charts mensais
| Chart (2021)                  | Peak Posição |
| ----------------------------- | ------------ |
| Coreia do Sul (Gaon)          | 4            |
| Coreia do Sul (K-pop Hot 100) | 4            |

### Charts final de ano
| Chart (2021)         | Posição |
| -------------------- | ------- |
| Coreia do Sul (Gaon) | 16      |